# Megan Kalmoe
Megan Elizabeth Kalmoe (Mineápolis, 21 de agosto de 1983) es una deportista estadounidense que compitió en remo.
Participó en cuatro Juegos Olímpicos de Verano, entre los años 2008 y 2020, obteniendo una medalla de bronce en Londres 2012, en la prueba de cuatro scull, el quinto lugar en Pekín 2008 (doble scull) y el quinto en Río de Janeiro 2016 (cuatro scull).
Ganó cuatro medallas en el Campeonato Mundial de Remo entre los años 2011 y 2017.

## Palmarés internacional
| Juegos Olímpicos   | Juegos Olímpicos          | Juegos Olímpicos  | Juegos Olímpicos |
| Año                | Lugar                     | Medalla           | Prueba           |
| ------------------ | ------------------------- | ----------------- | ---------------- |
| 2012               | Londres (Reino Unido)     | Medalla de bronce | Cuatro scull     |
| Campeonato Mundial |                           |                   |                  |
| Año                | Lugar                     | Medalla           | Prueba           |
| 2011               | Bled (Eslovenia)          | Medalla de plata  | Cuatro scull     |
| 2014               | Ámsterdam (Países Bajos)  | Medalla de plata  | Dos sin timonel  |
| 2015               | Aiguebelette (Francia)    | Medalla de oro    | Cuatro scull     |
| 2017               | Sarasota (Estados Unidos) | Medalla de plata  | Dos sin timonel  |